# Stade Am Deich
Stade Am Deich, fr. Le stade du Centre Sportif du Deich, luks. Stade am Däich – stadion piłkarski położony w centralnej części Luksemburga, w miejscowości Ettelbruck. Aktualna siedziba klubu Etzella Ettelbruck. Stadion ma pojemność około 2 020 osób.